# Walt Poddubny
Walt Poddubny (ur. 14 lutego 1960 w Thunder Bay, zm. 21 marca 2009 tamże) – kanadyjski hokeista, trener. Grał także w hokeja na rolkach.
W NHL rozegrał w latach 1982–1992 468 spotkań, strzelił 184 gole i zaliczył 238 asyst.
Zmarł w Thunder Bay, w domu swojej siostry.

## Kariera klubowa
Hokej na lodzie
- Brandon Wheat Kings (1978–1979)
- Kitchener Rangers (1979)
- Kingston Canadians (1979–1980)
- Milwaukee Admirals (1980)
- Wichita Wind (1980–1982)
- Edmonton Oilers (1982)
- Toronto Maple Leafs (1982–1986)
  -  St. Catharines Saints (1984–1986)
- New York Rangers (1986–1988)
- Quebec Nordiques (1988–1989)
- Utica Devils (1989)
- New Jersey Devils (1989–1992)
- Rote Teufel Bad Nauheim (1992–1993)
- SHC Fassa (1993–1994)
- Worcester IceCats (1994–1995)

Hokej na rolkach
- Las Vegas Flash (1994)
- Orlando Rollergators (1995)

## Kariera trenerska
- Daytona Beach Sun Devils (1995–1996)
- Anchorage Aces (1996–2002)